# Polyplectropus tachiaensis
Polyplectropus tachiaensis är en nattsländeart som beskrevs av Li-Peng Hsu och Chin-Seng Chen 1996. Polyplectropus tachiaensis ingår i släktet Polyplectropus och familjen fångstnätnattsländor. Inga underarter finns listade i Catalogue of Life.